# Dambaje
„Dambaje“ – песен на младата албанска певица Мишела Рапо, с която трябва да представи страната си на 13. Конкурс за детска песен на Евровизия в София. Това е първата избрана за конкурса песен, спечелила националния кръг на страната си на 27 май 2015.
Първият опит на Мишела да представя страната си на Детската Евровизия е от 2012 г., но не успява да спечели националната селекция на Албания и билета за Амстердам получава друг. Музиката за „Dambaje“ е написана от Адриан Хила, а текстът е дело на Панди Лачо. Песента съдържа африкански мотиви и е нетипична за албанската музикална сцена. Мишела печели 51-вия „Festivali i Këngës per Fëmijë në Tiranë“ в конкуренция с още 13 участници при изцяло определен от професионално жури вот.